# Trino
Trino (auf Piemontesisch Trin) ist eine Gemeinde mit 6659 Einwohnern (Stand 31. Dezember 2023) in der italienischen Provinz Vercelli (VC), Region Piemont.
Die Nachbargemeinden sind Bianzè, Camino, Costanzana, Fontanetto Po, Livorno Ferraris, Morano sul Po, Palazzolo Vercellese, Ronsecco und Tricerro.

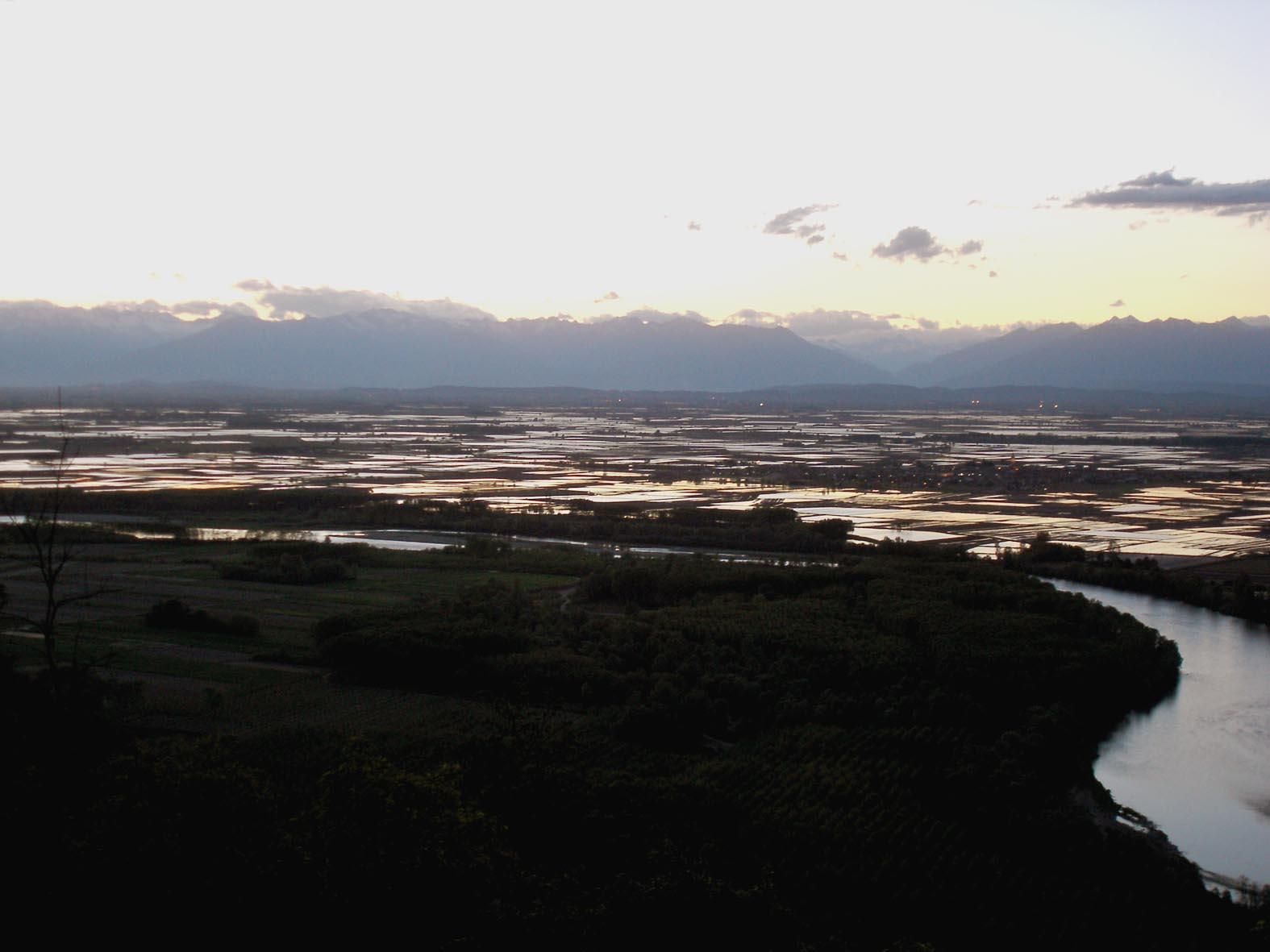
Reisfelder rund um Trino

## Geographie
Trino liegt am linken Ufer des Po in der Poebene gegenüber den Colline del Monferrato. Im Gemeindegebiet ist der Reisanbau vorherrschend.
Das Naturschutzgebiet Parco Naturale della Partecipanza dei Boschi bewahrt einen der letzten Reste der Landschaft der Poebene, wie sie sich vor der Kultivierung darstellte.
Das in Trino befindliche Kernkraftwerk Enrico Fermi wurde 1990 stillgelegt.

## Geschichte

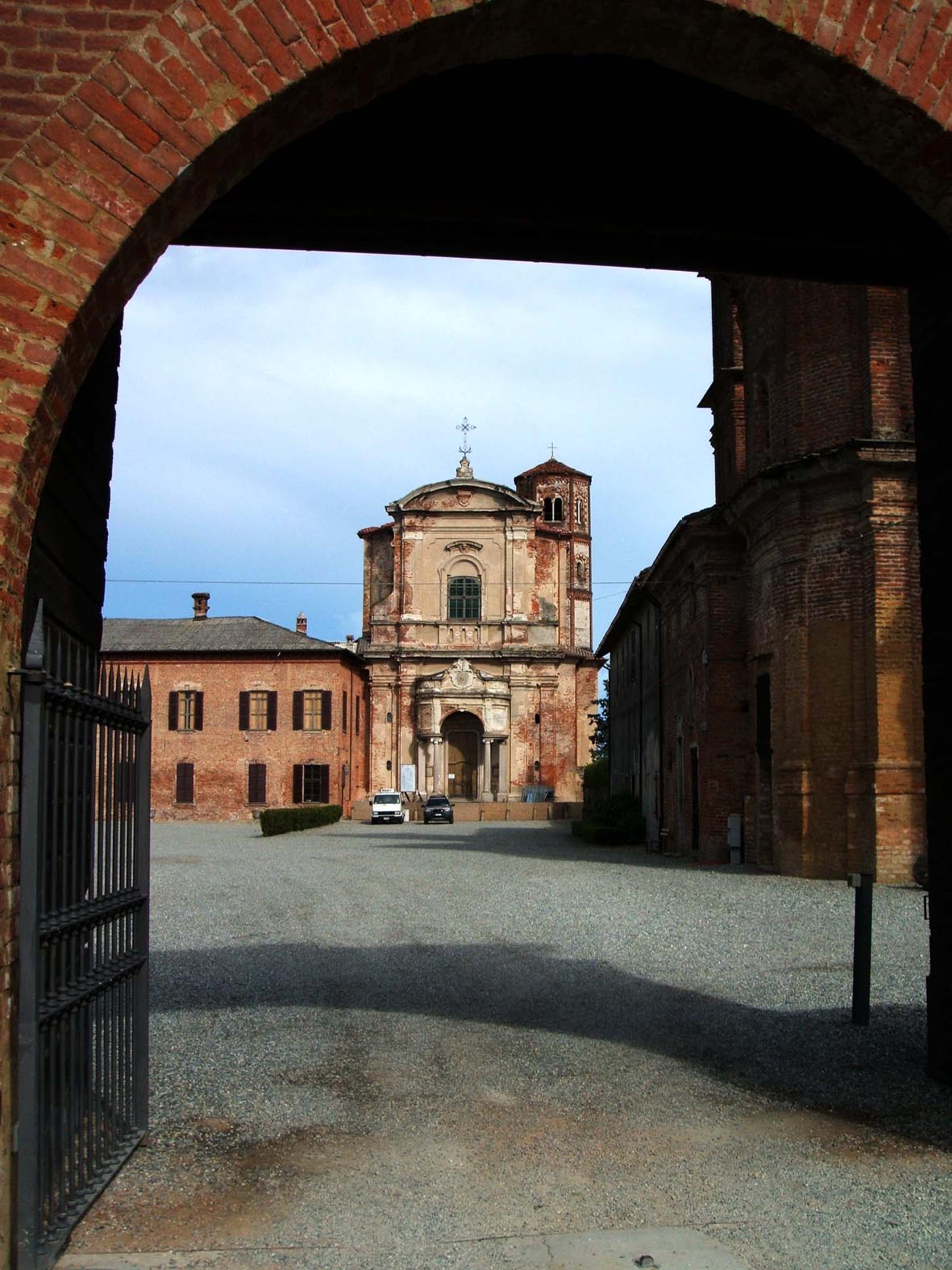
Santa Maria di Lucedio

Bereits im 2. vorchristlichen Jahrhundert gab es im Gemeindegebiet von Trino eine keltische Siedlung mit dem Namen Rigomagus, der in verschiedenen Dokumenten des 7. bis 10. Jahrhunderts auftaucht und dann allmählich vom Namen Tridinum abgelöst wird. Der Ort wurde wohl in der römischen Zeit befestigt. Bei Ausgrabungen seit 1984 wurden bei der Kirche San Michele römische Befestigungsmauern ergraben.
1014 übergab Heinrich II. den nun Tredino genannten Ort, beschrieben als aus wenigen Häusern und einer Burg bestehend, an den Bischof von Vercelli. 1101 kam die Burg an die Markgrafen von Monferrato, die 1123 die Abtei Santa Maria di Lucedio (jetzt das Gut Principato di Lucedio) gründeten. Hier wurde im 15. Jahrhundert zum ersten Mal in Italien Reis angebaut. 1202 wurde Trino an die Freie Stadt Vercelli verpfändet und zum Borgo Franco erklärt. Damit wurden die Bewohner von der Leibeigenschaft befreit und die Familienoberhäupter hatten die Möglichkeit, eine eigene Gemeinderegierung zu bestimmen. Zwar fiel Trino bereits 1253 an Monferrato zurück, seine Freiheiten wurden jedoch zum großen Teil bestätigt. Der Aufstieg der Stadt begann.
1432 überfielen die Visconti das Monferrato. Ihre Verbündeten, die Savoyer besetzten unter anderem Trino, gaben es jedoch als Lehen an Monferrato zurück. 1533 kam Trino zusammen mit dem Monferrato an die Gonzaga. Da jedoch auch die Savoyer Anspruch auf das Herzogtum erhoben, begann eine Periode der Kriege zwischen den Regionalmächten, hinter denen Frankreich und Spanien stand. Auch Trino wurde in Mitleidenschaft gezogen, so 1541, als es von den Franzosen belagert und erobert wurde. 1613 wurde es abermals von den Savoyern belagert. Obwohl die Bürger auf sich alleine gestellt waren, konnten sie der Belagerung vier Tage statt halten. Nach weiteren Belagerungen, Plünderungen, Besitzerwechseln und Epidemien kam Trino 1707 endgültig zu Savoyen. Doch die Stadt war zerstört und ausgeblutet, die Stadtmauern geschleift. Die seit der Zugehörigkeit zu Monferrato bestehende Provinz Trino wurde aufgelöst und Trino wurde zu einer unbedeutenden Landgemeinde.

## Bevölkerung
| Jahr | Bevölkerung |
| ---- | ----------- |
| 1871 | 09.916      |
| 1901 | 12.138      |
| 1921 | 11.257      |
| 1951 | 09.737      |
| 1971 | 09.587      |
| 1991 | 08.217      |
| 2001 | 07.605      |

## Politik
Alessandro Portinaro (PD) wurde am 27. Mai 2013 mit 54,1 % der Stimmen zum Bürgermeister gewählt.

## Wirtschaft
Die Gemeinde ist Standort des im Jahr 1990 stillgelegten Kernkraftwerks Enrico Fermi. Der Druckwasserreaktor mit einer Leistung von 270 MW war
von 1964 bis März 1987 in Betrieb.
Ein großer Teil des hochradioaktiven Abfall der italienischen Kraftwerke lagert in Trino. Die Gemeinde ist als Standort eines italienischen Endlagers im Gespräch.

## Partnerschaften
- Chauvigny, Frankreich, seit 1961
- Geisenheim, Deutschland, seit 1974
- Banfora, Burkina Faso, seit 1999

## Sehenswürdigkeiten
San Michele in Insula liegt am östlichen Ortsrand. Die romanische Kirche geht bis ins 4. Jahrhundert zurück. Sie beinhaltet Fresken aus dem 13. Jahrhundert.
Die Pfarrkirche San Bartolomeo wurde im 17. Jahrhundert errichtet.
Die 1123 gegründete Abtei Santa Maria di Lucedio liegt 8 km nordwestlich von Trino und ist heute ein landwirtschaftliches Gut (Principato di Lucedio).

## Söhne und Töchter
- Domenico Fracassi di Torre Rossano (1859–1945), Diplomat und Politiker
- Gabriele Giolito de’ Ferrari († 1578), Verleger und Drucker
- Alberto Mandarini (* 1966), Jazz-Trompeter
- Giuseppe Rossino (1880–1949), katholischer Kurienerzbischof
- Luigi Sincero (1870–1936), Kurienkardinal
- Vittorio Viale (1891–1977), Kunsthistoriker